# Philippe Étancelin

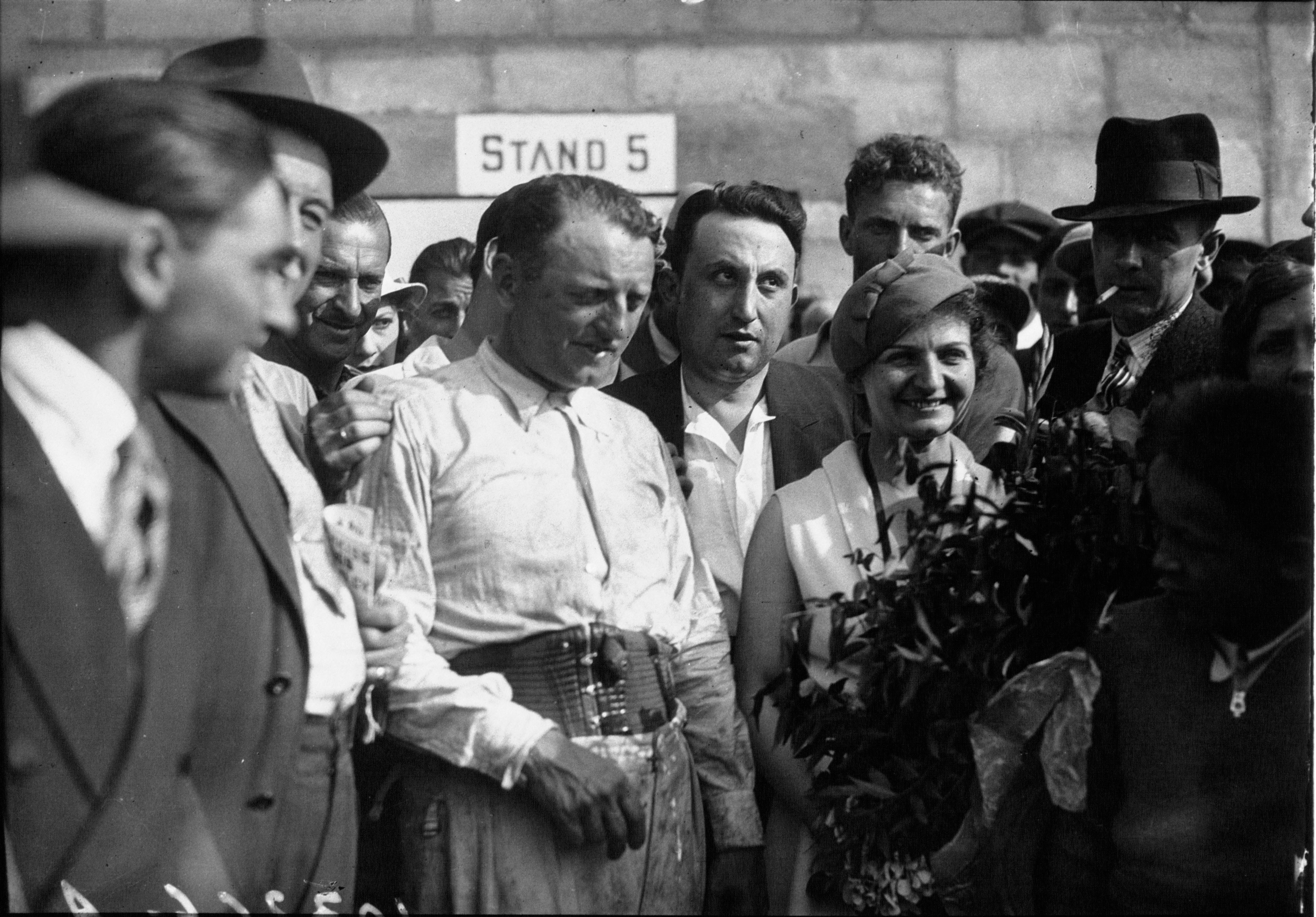
Étancelin tijdens de Grand Prix de la Marne, 1933

Philippe Étancelin (Rouen 29 december 1896 – Neuilly-sur-Seine, 13 oktober 1981) was een Frans Formule 1-coureur. Hij reed 2 Grands Prix: de Grand Prix van Groot-Brittannië van 1950 voor het team Talbot en de Grand Prix van Frankrijk van 1952 voor het team Maserati. Hij won de 24 uur van Le Mans in 1934.